# Eusebius Wirdeier

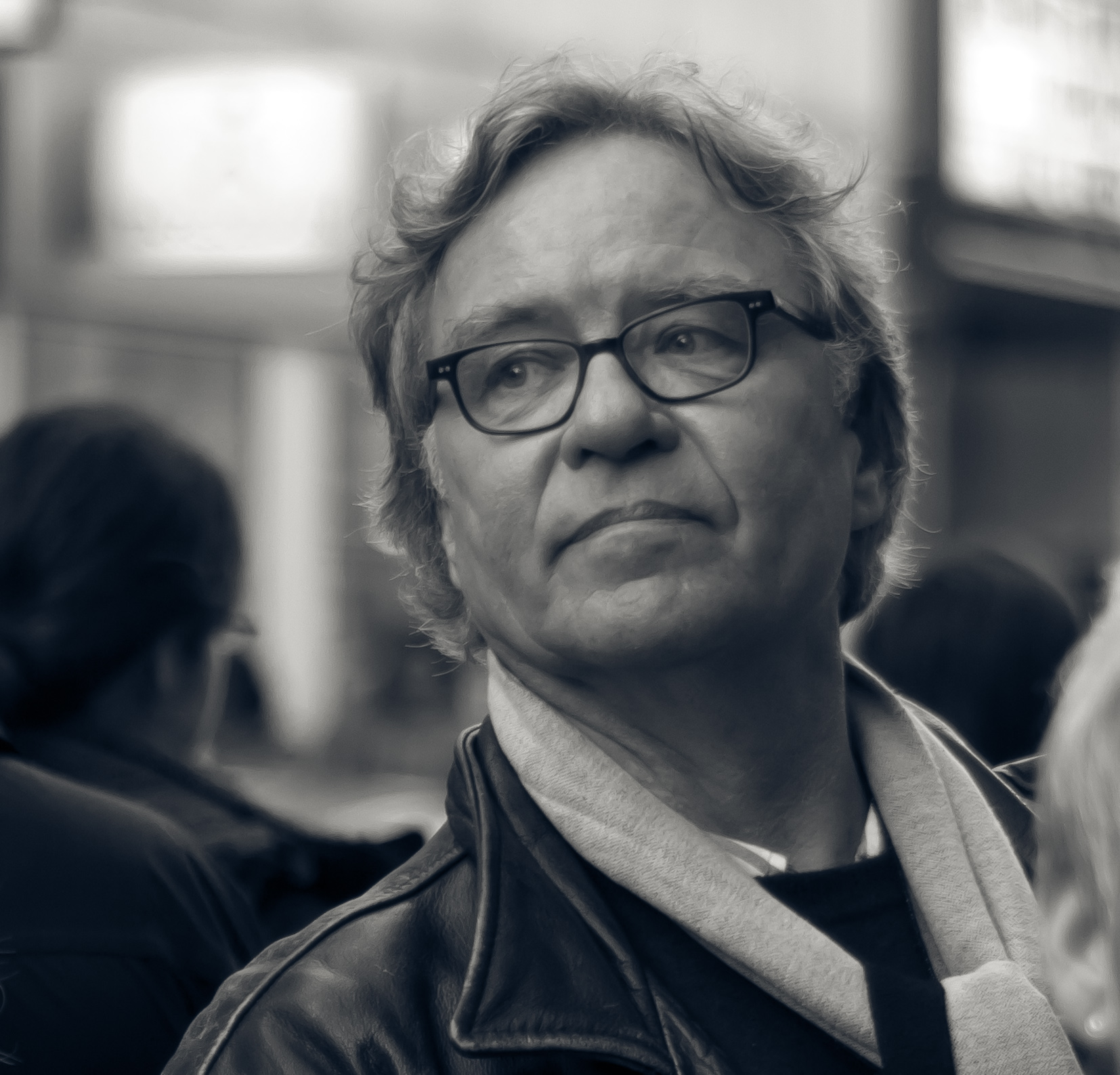
Eusebius Wirdeier, 2011

Eusebius Wirdeier (* 3. April 1950 in Dormagen) ist ein deutscher Fotograf, Grafiker, Bildhauer und Herausgeber.
In seinen Fotografien konzentriert er sich auf Themen aus dem Rheinland. Er veröffentlichte dokumentarische Serien zu den rheinischen Tagebaugebieten um Garzweiler, dem Abriss der Josef-Haubrich-Kunsthalle, dem Bau der Nord-Süd-Stadtbahn oder den Überresten des zerstörten Stadtarchivs. Zwei Fotobücher über Kölner Viertel kamen seit 2014 dazu. Außer in regelmäßigen Einzel- und Gruppenausstellungen sind seine Arbeiten im Museum Ludwig, dem Kölnischen Stadtmuseum, dem LVR-Landesmuseum Bonn und anderen Museen und privaten Sammlungen vertreten.

## Leben und Werk

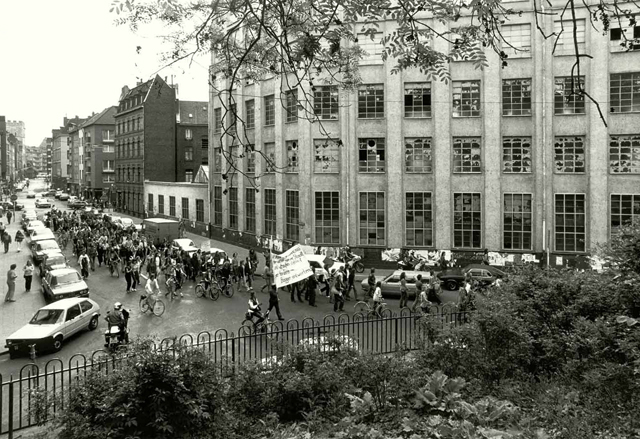
Eusebius Wirdeier: Demonstration zur Stollwerckbesetzung in Köln, 20. Mai 1980

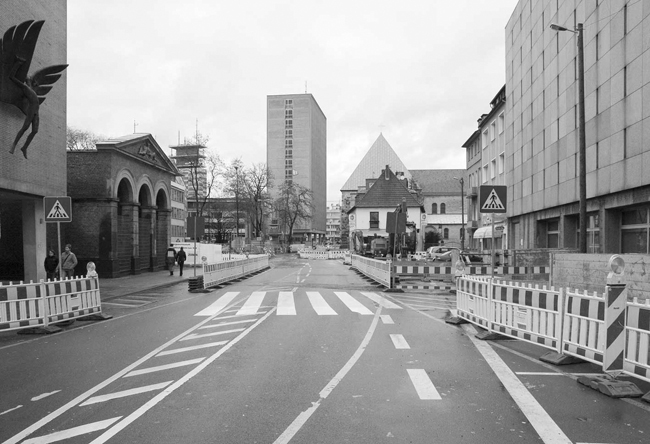
Eusebius Wirdeier: Vorbereitung der Baustelle beim Bau der Nord-Süd-Stadtbahn in Köln, 12. Februar 2005

Wirdeier wurde 1950 in Dormagen geboren und studierte seit 1967 an den Kölner Werkschulen (TH Köln Fachbereich Kunst und Design). Seit 1968 hatte er erste Einzel- und Gruppenausstellungen mit Zeichnungen, Objekten und Installationen und begann seine fotografische Arbeit. Von 1970 bis 1973 schloss sich ein Studium der Bildhauerei bei Anton Berger an. In den 70er und 80er Jahren beteiligte er sich an zahlreichen Projekten im Bereich Theater (Der wahre Anton, zusammen mit Richard Rogler und Heinrich Pachl) sowie Buchprojekten. Außerdem entwickelte er ab Herbst 1969 zusammen mit Rolf Henke, Tita Gaehme, Dorothee Joachim und Jens Hagen in Köln die erfolgreiche Underground-Zeitschrift Ana & Bela, die als „kölnisches Volksblatt“ ein Vorläufer der späteren alternativen Stadtzeitungen Kölner Volksblatt und StadtRevue wurde.
Als freier Künstler, Herausgeber und Buchgestalter gestaltete Wirdeier 1990 die Bücher kölsch? – Heimatphotographie sowie 1991 Trotzdem Alaaf! – Kölner Rosenmontag zum Golfkrieg, jeweils in Verbindung mit einer Ausstellung. 1994 wurde er in die Deutsche Gesellschaft für Photographie berufen.
Von 2001 bis 2004 hatte Wirdeier einen Lehrauftrag für „Fotografie in der Architektur“ am Fachbereich Architektur, Design, Kunst der Bergischen Universität Wuppertal.
Gemeinsam mit Wolfgang Niedecken realisierte Wirdeier mehrere Buchprojekte, darunter 1996 den Bildtextband noh un noh – Texte und Fotografien aus Köln und 2003 den Titel Viel passiert (mit Wim Wenders). Zusammen mit Barbara Räderscheidt gab er von 2009 bis 2015 sechs Ausgaben des Periodikums Freio heraus.
Eine Fotoausstellung im Kölnischen Stadtmuseum 2009 bis 2010 zeigte Wirdeiers Arbeiten unter dem Motto Köln wie es ist parallel zu den Vorkriegsfotografien von August Sander (Köln wie es war).
In Zusammenarbeit mit dem Köln-Sülzer Kinderheim und anlässlich der Aufgabe des Kinderheimgeländes am Sülzgürtel entwickelte Wirdeier 2012 eine Ausstellung zur Geschichte der Einrichtung, die als Wanderausstellung an verschiedenen Orten innerhalb Kölns gezeigt wurde. Parallel gestaltete und fotografierte er den Ausstellungskatalog Geschichte(n) des Sülzer Kinderheims 1917–2012. Vom Kölner Waisenhaus zu Ki d S.
Im Rahmen des LVR-Themenjahrs 1914 – Mitten in Europa. Das Rheinland und der Erste Weltkrieg kuratierte Wirdeier die Doppelausstellung Moderne Weltkrieg Irrenhaus, die sich mit Psychiatrie und Kunst vor, während und nach dem Ersten Weltkrieg auseinandersetzte.
Mit seinen Fotobüchern Ursula + Jean (2014) sowie Severin renoviert (2017), für die er die Sanierung der romanischen Kirche St. Severin anderthalb Jahre begleitete, legte Wirdeier erneut einen Schwerpunkt auf fotografische Langzeitdokumentationen. 2024 setzte er seinen Reihe „Fotogeschichten“ mit einem Band fort, in dem er bislang nie veröffentlichte Aufnahmen des Fotografen Chargesheimer aus dem Rheinischen Bildarchiv mit Wolfgang Niedeckens Kindheitserinnerungen an die Kölner Südstadt sowie eigenen Fotografien zusammenbrachte.
2019 wurde er für sein fotografisches Werk insbesondere im Severinsviertel mit dem Severins-Bürgerpreis ausgezeichnet.
Eusebius Wirdeier lebt und arbeitet in Köln.

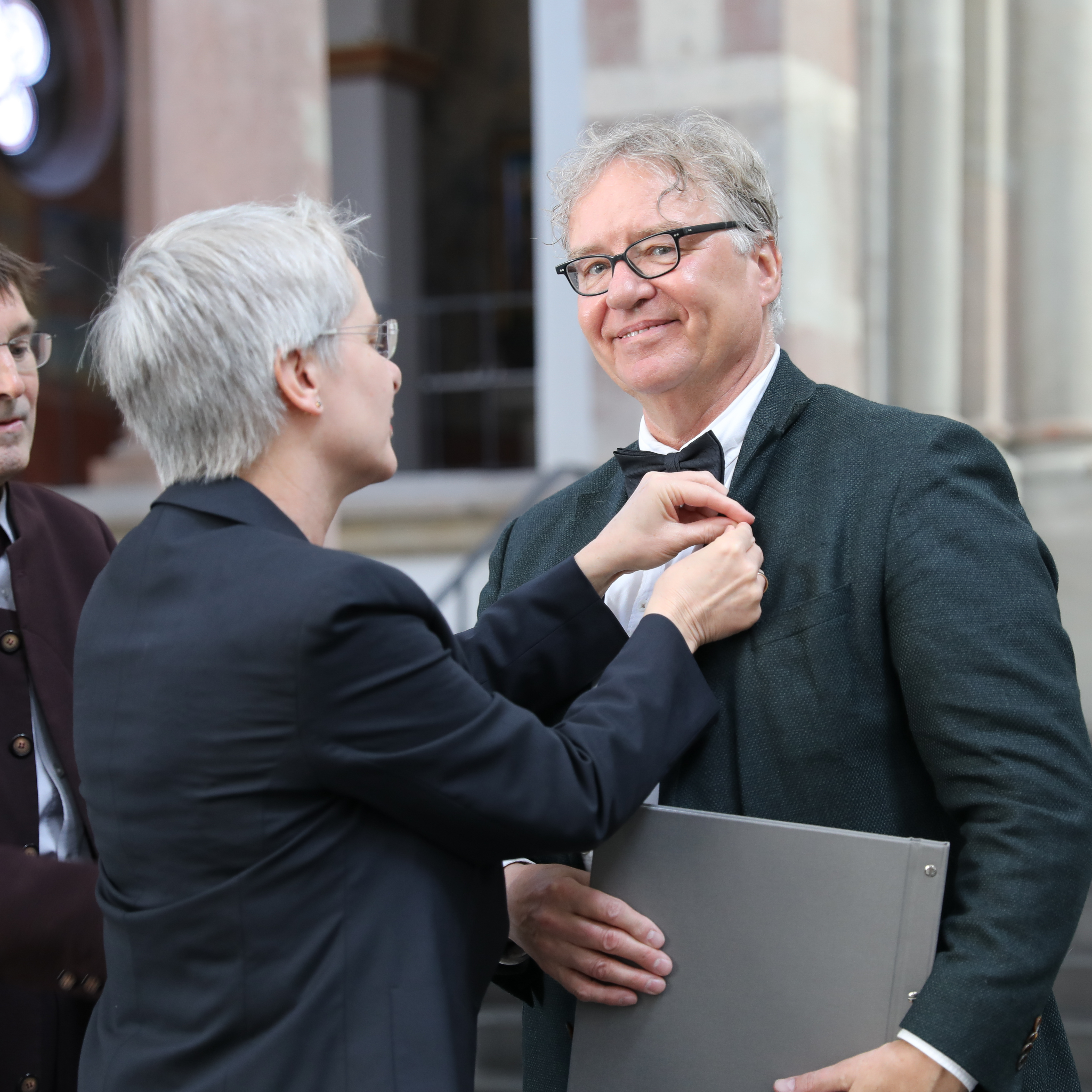
Verleihung des Severins-Bürgerpreises 2019 an Eusebius Wirdeier durch Vereinsvorsitzende Ursula Jünger

## Buchveröffentlichungen
- kölsch? – Heimatphotographie. Emons Verlag, Köln 1990, ISBN 3-924491-30-5.
- mit Willi Reiter (Hrsg.): Trotzdem Alaaf! – Kölner Rosenmontag zum Golfkrieg 1991. Emons-Verlag, Köln 1991, ISBN 3-924491-34-8.
- Im Fenster Deiner Zeiten, Schloss Kellenberg. Gedichte von Günter Lessing, Fotografien von Eusebius Wirdeier. Lessing Presse, Jülich 1992, ISBN 3-928121-02-2.
- mit Johannes Nitschmann: Garzweiler oder wie die Braunkohlen-Connection eine ganze Region verheizt. Emons-Verlag Köln, 1995, ISBN 3-924491-68-2.
- mit Wolfgang Niedecken: Noh un noh: Texte und Fotografien aus Köln. Emons-Verlag, Köln 1996, ISBN 3-924491-79-8.
- Viktor Böll (Hrsg.): Heinrich Böll und Köln. Texte Martin Stankowski. Kiepenheuer & Witsch, Köln 1994, ISBN 3-462-02321-7.
- Kurt Holl, Claudia Glunz (Hrsg.): 1968 am Rhein: Satisfaction und ruhender Verkehr. Emons-Verlag, Erweiterte Neuauflage, Köln 2008. ISBN 978-3-89705-550-6
- Die Wunderkammer der Agnes Bosen: eine Inventur. Emons-Verlag, Köln 2001, ISBN 3-89705-234-2.
- Köln wie es ist/Lob der Weitsicht. Eine fotografische Grubenarbeit. 30. Oktober 2002 bis 30. Oktober 2009. Edition der Eusebius Werke, Köln 2009.
- Köln und seine Fotobücher. Teil 1: Fotografie in Köln, Emons-Verlag, Köln 2010. ISBN 978-3-89705-790-6
- Zeitraffer Waidmarkt – Bildarchiv 2004–2011. 51 Fotografien und ein Text; Verlag der Eusebius-Werke, Köln 2011. Beitrag zur Ausstellung Drunter und drüber. Der Waidmarkt. Schauplatz KölnerGeschichte 1 des Kölnischen Stadtmuseums und des Römisch-Germanischen Museums Köln
- Ursula + Jean. Ein Fotobuch mit Texten von Louis Peters, Boris Sieverts, Fritz Zimmermann und Eusebius Wirdeier. Zimmermann Druck + Medien, Köln 2014, ISBN 978-3-00-047688-4
- Severin renoviert. Ein Fotobuch mit Texten von Rosemarie Amberge, Barbara Ellerbrock/Jens Kratzheller, Joachim Oepen, Anna Pawlik, Johannes Quirl, Ingrid Rasch und Christoph Schaden. Katholische Kirchengemeinde St. Severin (Hg.), Köln 2017, ISBN 978-3-00-056589-2
- Trotzdem Alaaf! Katalog zur Ausstellung im Kölnischen Stadtmuseum, Köln 2018
- Thomaskirche 50 plus. Evangelisches Leben im Agnesviertel. Evangelische Gemeinde Köln, Bezirk Thomaskirche und Christuskirche (Hg.), Köln 2018
- Fotogeschichten Sülz und Klettenberg 1855-1985. Emons, Köln 2019, ISBN 978-3-7408-0693-4.
- Fünf Kathedralen in Nordrhein-Westfalen. Katholisches Büro Nordrhein-Westfalen, Düsseldorf 2020[8]
- Förderverein Romanische Kirchen Köln e.V. (Hrsg.): Romanik und Porträt – 40 Jahre Förderverein Romanische Kirchen Köln e.V. mit Fotografien von Eusebius Wirdeier. J.P. Bachem, Köln 2021, ISBN 978-3-7510-1262-1.
- mit Wolfgang Niedecken, Fotos von Chargesheimer: Fotogeschichten Kölner Südstadt. Emons, Köln 2024, ISBN 978-3-7408-2008-4. Es wurde mit der Silbermedaille des Deutschen Fotobuchpreises 2024/25 im Bereich „Dokumentarisch-Journalistisch“ ausgezeichnet.[9]

### Als Herausgeber
- Geschichte(n) des Sülzer Kinderheims 1917–2012. Vom Kölner Waisenhaus zu KidS. Köln 2013, ISBN 978-3-00-038761-6.

- mit Renate Goldmann, Erhard Knauer (Hrsg.): Moderne. Weltkrieg. Irrenhaus. 1900–1930 – Brüche in der Psychiatrie + Kunst und Psychiatrie. Klartext Verlag, Essen 2014, ISBN 978-3-8375-1134-5.
- Gerwin E. Stachura: Die Kunst, Gemüse zu machen. Eidola-Verlag, Köln 2016. ISBN 978-3-00-053657-1

## Einzelausstellungen
- 1988: Übergänge – Untergründe, Stadtgarten Köln, zur 3. Internationalen Photoszene
- 1989: Werkstücke und Arbeitsfotos, Galerie KK, Braunschweig
- 1990/1992: kölsch? – Heimatphotographie, Kölnisches Stadtmuseum, zur 5. Int. Photoszene Köln, Galerie Augenblick, Leipzig
- 1992: Kellenberg – ein Schloß im rheinischen Braunkohlenrevier, Schloß Kellenberg, Jülich
- 1994: Köln gibt’s schon, aber es ist ein Traum, Studio DuMont, Köln
- 1994/1995: Landschaft unter Schaufelbaggern, Köln, Erkelenz, Dormagen, Jülich, Krefeld, Mönchengladbach
- 1997: Edition noh un noh mit Wolfgang Niedecken, Galerie Inge Baecker, Köln
- 1998: Sculptures/Photographies Le Vallon du Villaret/Parc de découvertes, Lozère, Frankreich
- 2001: Die Wunderkammer der Agnes Bosen – Eine Inventur, Kölnisches Stadtmuseum
- 2003: Fotografie und Skulptur, Brühler Kunstverein, Brühl
- 2009/2010: Köln wie es ist, Fotoausstellung, Kölnisches Stadtmuseum

### Als Kurator
- Moderne Weltkrieg Irrenhaus, 2014, Leopold-Hoesch-Museum & Papiermuseum Düren, 1. Mai bis 6. August 2014
- Trotzdem Alaaf! Rosenmontag 1991 + 2017, Kölnisches Stadtmuseum, 16. Dezember 2017 bis 25. März 2018

## Auszeichnungen
- Severins-Bürgerpreis 2019[7]